# Midori (Geigerin)

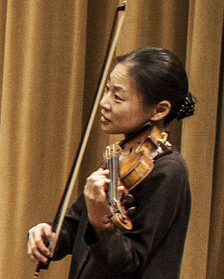
Midori, 2013

Midori (jap. 五嶋 みどり Goto Midori; * 25. Oktober 1971 in Moriguchi, Präfektur Osaka) ist eine japanische Geigerin.

## Werdegang
Midori wurde 1971 als Tochter einer Geigerin und eines Ingenieurs in Japan geboren. Sie begann bereits im frühesten Alter Geige zu spielen, zuerst unter der Anleitung ihrer Mutter Setsu Goto. Die Grundschule besuchte sie ab 1978.
1981 nahm Midori an dem von Dorothy DeLay geleiteten Sommerkurs des Aspen Music Festival teil. Ihre Mutter begleitete sie während des Amerikaaufenthaltes und bemühte sich erfolgreich bei DeLay um eine Aufnahme ihrer Tochter an der New Yorker Juilliard School.  Im Februar 1982 übersiedelten beide nach New York, so dass Midori im März ihr Vorstudium bei Dorothy DeLay im Pre College Program der Juilliard School beginnen konnte. Parallel besuchte Midori die private Professional Children’s School, an der sie 1991 den Highschool-Abschluss erlangte. Die Juilliard School hingegen verließ sie nach Differenzen ihrer Familie mit der Schule 1987 vorzeitig. 1988 kam Midoris Halbbruder Ryu Goto zur Welt.
Im Frühjahr 1995 nahm Midori ein Studium mit dem Schwerpunkt Psychologie und Geschlechterforschung an der Gallatin School of Individualized Study (New York University) auf. Im Jahr 2000 graduierte sie als Bachelor of Arts mit dem Prädikat „Magna cum laude“, 2005 erhielt sie den Master of Arts in Psychologie.

## Karriere
Am 30. Dezember 1982 debütierte die  Elfjährige mit dem New York Philharmonic Orchestra unter der Leitung von Zubin Mehta in der Avery Fisher Hall in Manhattan. In Tanglewood begeisterte sie im Alter von 14 Jahren Publikum, Kritiker und Musiker, als sie den fünften Satz von Leonard Bernsteins von ihm selbst dirigierter Serenade wegen zweier gerissener E-Saiten auf drei verschiedenen Geigen spielte. Schon bald entwickelte sich Midori zu einer internationalen Violinvirtuosin, die als Solistin  mit Orchestern sowie mit Recitaltourneen auftritt.
Von Selbstzweifeln und Minderwertigkeitsgefühlen getrieben, hatte sie aber auch ein Perfektionsstreben entwickelt, das 1994 zu einem Zusammenbruch führte. In einer fünfjährigen Therapie mit mehreren Klinikaufenthalten gelang es ihr, diese durch Depression und Magersucht gekennzeichnete Krise zu überwinden. Selbst in dieser Zeit kam sie immer wieder Konzertverpflichtungen nach, gestattete sich aber erstmals auch die Beschäftigung mit kammermusikalischem Musizieren. Allerdings waren es nach eigener Einschätzung vor allem die neuen Herausforderungen und Erfolge während des Studiums an der Gallatin School, durch die Midori wieder Stabilität und neue Zuversicht erlangte und schließlich ihre Laufbahn als Geigerin weiterverfolgen konnte.
2001 wurde Midori als Dozentin für Violine an die Manhattan School of Music berufen. 2004 folgte sie einem Ruf als Professorin für Violine auf den Jascha-Heifetz-Lehrstuhl für Musik an der Thornton School of Music der University of Southern California (USC) und lebte seitdem in Los Angeles. Seit 2018 ist sie Dozentin für Violine am Curtis Institute of Music in Philadelphia, hält aber ihren Kontakt zur USC und den dortigen Studenten als Visiting Artist weiterhin aufrecht.

## Instrumente
Midoris erste 4/4-Geige war die Guarneri del Gesù „ex-David“ von 1735. Sie wurde ihr im September 1985 leihweise durch Mary Galvin überlassen. Später konnte sie das Instrument von Galvin erwerben. Um 1992 kaufte die Unternehmer-Familie Hayashibara für Midori die Stradivari „Jupiter“ von 1722, die sich später jedoch als weniger geeignet für sie herausstellte. Nach zwei Jahren spielte Midori die „Jupiter“ nur noch gelegentlich und gab sie schließlich zurück.
Etwa seit 2000 spielt Midori die Guarneri del Gesù „ex-Huberman“ von 1734, die ihr von der Hayashibara-Stiftung lebenslang zur Verfügung gestellt wird. Sie verwendet Bögen von Dominique Peccatte, François Peccatte und Paul Siegfried.

## Engagement
Neben ihrer künstlerischen Karriere hat sich die Geigerin mit Gründung der Organisation „Midori & Friends“ für die Förderung und Bildung im musikalischen Bereich, zunächst in den USA und Japan, eingesetzt. Sie widmet sich vier von ihr gegründeten Outreach-Organisationen, die Menschen, unabhängig von Herkunft und Alter, den Zugang zur Musik ermöglichen sollen. In Japan hat Midori die Organisation „Music Sharing“ gegründet, die sich auf Konzerte und Unterricht für Kinder und Jugendliche konzentriert, die an klassischer sowie traditioneller japanischer Musik interessiert sind. Die Kurse, die in Schulen, Krankenhäusern und Jugendeinrichtungen angeboten werden, legen ihren Schwerpunkt auf Zusammenarbeit und aktive Beteiligung des Publikums.
In den USA fördert Midori darüber hinaus aktiv die Verbreitung der Kammermusik mit der gemeinnützigen Organisation „Partners in Performance“, die sie 2001 mit ihrem Avery-Fisher-Preisgewinn ins Leben rief, um Konzerte auch in Orten abseits des normalen Konzertbetriebs organisieren zu können.
Mit der Spielzeit 2003/04 begann Midori eine neue Reihe dieser Art: Im Rahmen ihres „University Residencies Program“ besucht sie mit von ihr geladenen Künstlern verschiedene Universitäten in den USA für jeweils fünf bis zehn Tage. Die erste Station dieses jährlichen Programms bildete Chicago. Ziel der Residencies ist es, den Kontakt zwischen Künstlern, Studenten, Fakultäten und an die Universität angeschlossenen Veranstaltern zu stärken.
Beim „Orchestra Residencies Program“ verbringt Midori eine Woche mit einem Jugendorchester, das Verbindungen zu einem kleinen professionellen Orchester unterhält. Sie tritt mit beiden Orchestern auf und unterrichtet die jungen Musiker. So arbeitete Midori 2002 u. a. mit Esa-Pekka Salonen und dem Los Angeles Philharmonic Orchestra in einer zweiwöchigen Residency „On Location“ zusammen.
Von 2002 an verwirklicht die Geigerin in verschiedenen Kleinstädten Japans das Projekt, „Total Experience“ mit dem Ziel, das Publikum aktiv mit in das Konzertgeschehen einzubeziehen. Somit  erstreckt sich Midoris pädagogische Arbeit auch auf Bereiche außerhalb ihrer Meisterklassen für Violinstudenten, die sie neben ihrer regulären Lehrtätigkeit an der Manhattan School of Music und der Universität von Südkalifornien weltweit gibt. Ab 2006/07 gibt sie zudem, wie auch der Geiger Vadim Repin, bei jungen Komponisten Werke in Auftrag, die sie als Zugaben bei ihren Rezitalen spielt.

## Auszeichnungen
Midori erhielt den Avery Fisher Prize (2001) sowie Japans höchste künstlerische Ehrung, den Crystal Award, oder den Suntory Hall Award. Außerdem wurde ihr Engagement für „Midori & Friends“ mit  dem Spirit of the City Award der Stadt New York, dem National Arts Award und dem Encore Award geehrt. „Musical America“ verlieh Midori 2002 die Auszeichnung „Beste Instrumentalistin des Jahres“.
- Kennedy Center Honor 2020[31]
- Brahmspreis 2020[32]
- Mitglied der American Academy of Arts and Sciences 2012
- „Beste Instrumentalistin des Jahres“ 2002 seitens der Organisation „Musical America“
- Avery-Fischer-Prize für herausragende Klassik-Musiker 2001
- Crystal Award Japans höchste künstlerische Ehrung
- Suntory Hall Award
- Spirit of the City Award der Stadt New York für ihr Engagement für „Midori & Friends“
- National Arts Award
- Encore Award 1998

## Werke
- Midori: Einfach Midori. Autobiografie. Aktualisierte und erweiterte Neuausgabe. (Redaktionelle Bearbeitung und Übersetzung: Susanne Van Volxem) Henschel Verlag, Leipzig 2012, ISBN 978-3-89487-721-7.

## Filme
- 2003: ... und immer weiter! Die Geigerin Midori (Regie: Holger Preuße, ZDF/ARTE)

- 2017: Sonatas and Partitas for Solo Violin, BWV 1001–1006 (Midori Plays Bach) (Produktion: Accentus Music, Co-Produktion: NHK, In Zusammenarbeit mit: MDR/Arte, Bachfesttage Köthen, Regie: Andreas Morell)[33]

## Diskographie
- Beethoven: Violin Concerto / 2 Romances (mit den Festival Strings Lucerne unter Daniel Dodds, Oktober 2020)[34]
- Sonaten von Janáček, Bloch, Schostakowitsch (mit Özgür Aydin, Oktober 2013)
  - Janáček: Sonate für Violine und Klavier
  - Bloch: Sonate Nr. 2 Poème mystique
  - Schostakowitsch: Sonate für Violine und Klavier
- Hindemith: Violin-Konzert (Live-CD mit dem NDR-Sinfonieorchester unter Christoph Eschenbach, August 2013)
  - Hindemith: Violinkonzert
  - Hindemith: Symphonische Metamorphosen
  - Hindemith: Konzertmusik op. 50
- Mendelssohn & Bruch: Violinkonzerte (Live-CD mit den Berliner Philharmonikern, September 2003)
  - Mendelssohn: Konzert für Violine und Orchester e-Moll op. 64
  - Bruch: Konzert Nr. 1 für Violine und Orchester g-Moll op. 26
- Midori’s 20th Anniversary Album (mit dem  Saint Louis Symphony Orchestra), 2002
  - Wieniawski: Konzert Nr. 1 fis-Moll für Violine und Orchester op. 14
  - Debussy: La fille aux cheveux de lin (Arr. Arthur Hartmann)
  - Kreisler: La Gitana
  - Prokofjew: Tales of an Old Grandmother, op. 31
  - Amy Beach: Romance for Violin and Piano, op. 23
  - Poldini: The Dancing Doll (Arr. Fritz Kreisler)
  - Elgar: Chanson de nuit, op. 15 Nr. 1
- French Sonatas –  Midori mit Robert McDonald, Piano 2002 (Preis der Deutschen Schallplattenkritik 4. Quartal 2002)
  - Poulenc: Sonate für Violine und Klavier
  - Debussy: Sonate in g-Moll für Violine und Klavier
  - Saint-Saëns: Sonate Nr. 1 d-Moll für Violine und Klavier op. 75
- 2001 (mit NDR-Sinfonieorchester unter Christoph Eschenbach und Nobuko Imai an der Viola)
  - Mozart: Sinfonia Concertante Es-Dur, KV 364/320d
  - Mozart: Konzert D-Dur KV Anh. 56 (315f)
- 2000 (mit Berliner Philharmonikern unter Claudio Abbado)
  - Tschaikowski: Konzert für Violine und Orchester D-Dur op. 35
  - Schostakowitsch: Konzert für Violine und Orchester Nr. 1 a-Moll
- Midori, Violine, und  Robert McDonald, Klavier, 1999
  - Franck: Sonate für Violine und Klavier A-Dur
  - Elgar: Sonate für Violine und Klavier e-Moll op. 82
- Midori (mit den Israel-Philharmonikern unter Zubin Mehta)
  - Sibelius: Konzert für Violine und Orchester d-Moll op. 47
  - Bruch: Schottische Fantasie op. 46
- Encore! mit Robert McDonald, Klavier
- (mit den New Yorker Philharmonikern unter Zubin Mehta)
  - Dvořák: Konzert für Violine und Orchester a-Moll op. 53
  - Dvořák: Romanze f-Moll für Violine und Orchester op. 11
  - Dvořák: Karnival-Ouvertüre, op. 92
- Midori: Live at Carnegie Hall (mit Robert McDonald, Klavier)
- (mit Berliner Philharmonikern unter Zubin Mehta)
  - Bartók: Konzert Nr. 1 für Violine und Orchester op. posth.
  - Bartók: Konzert Nr. 2 für Violine und Orchester
- Midori spielt Paganini: 24 Caprices for Solo-Violine op. 1 (1990 für den Grammy nominiert)